# Border (1997)
Border is een India oorlogsfilm uit 1997 gebaseerd op de Slag om Longewala tijdens de Indo-Pakistaanse oorlog van 1971, geproduceerd en geregisseerd door JP Dutta. De film bevat een sterrencast, bestaande uit onder meer Sunny Deol, Sunil Shetty, Akshaye Khanna en Jackie Shroff in cruciale rollen. De film is een bewerking van waargebeurde gebeurtenissen tijdens de Slag om Longewala tijdens de Indo-Pakistaanse oorlog van 1971. De film werd opnieuw vertoond op 15 augustus 2016, tijdens het Independence Day Film Festival, ter herdenking van de 50e Indiase onafhankelijkheidsdag. Het was de op een na hoogste winstgevende Bollywood-film van het jaar wereldwijd na Dil To Pagal Hai en de meest winstgevende film van het jaar in India.

## Korte inhoud
De film begint vóór de verklaring van de Indo-Pakistaanse oorlog van 1971. Op een in de frontlinies gevestigde vliegbasis wacht luchtmachtcommandant Anand "Andy" Bajwa (Jackie Shroff) op de sirene van de luchtaanval. Als de sirene gaat, sprint hij naar zijn MiG-21, gewapend, gevoed en klaar voor vertrek. Bajwa en zijn eskader vertrekken snel naar een onbekende vliegbasis in Rajasthan. Eenmaal daar wordt hij door zijn superieuren op de hoogte gebracht dat hij en zijn eskader zijn toegewezen aan de Jaisalmer-sector en daarom met verouderde aanvalsvliegtuigen van Hawker Hunter Ground moeten vliegen (zonder nachtzichtmogelijkheden), om zo het Indiase leger te ondersteunen. Al snel wordt hij vergezeld door zijn wapenbroeder Major Kuldip Singh Chandpuri (Sunny Deol), die hij ontmoet op een koeriersvlucht. Samen spreken zij over de mogelijkheid van de opening van een westelijk front in het conflict in Oost-Pakistan. Kuldip neemt het bevel over van een compagnie van het 23e Bataljon Punjab Regiment. Ook beweert Kuldip dat een deel van de verdediging is toegewezen aan de militaire post van Longewala. Bajwa ontmoet zijn tweede bevelhebber, 2e luitenant Dharamveer Bhan (Akshaye Khanna) (die toevallig de zoon is van een Indo-Pakistaanse oorlogsveteraan uit 1965 die tijdens die oorlog is gedood) en de compagnie JCO Naib Subedar Mathura Das (Sudesh Berry). Het bedrijf verhuist naar een afgelegen buitenpost in de woestijnen van Rajasthan en begint de rudimentaire Border Security Force (BSF)-post uit te breiden. Ook wordt observatie verricht van het gebied tot aan de internationale grens met Pakistan. Ze ontmoeten de BSF Assistent Commandant Bhairon Singh ( Sunil Shetty ) van de post, een diep patriottische man met een grote liefde voor de woestijn.

## Rolverdeling
| Acteur               | Personage                                       |
| -------------------- | ----------------------------------------------- |
| Sunny Deol           | Majoor Kuldip Singh Chandpuri                   |
| Suniel Shetty        | assistent commandant BSF kapitein Bhairon Singh |
| Akshaye Khanna       | tweede luitenant Dharamvir Singh Bhan           |
| Jackie Shroff        | luchtmacht commandant Anand Bajwa               |
| Puneet Issar         | Subedar Ratan Singh                             |
| Sudesh Berry         | Naib Subedar Mathura Das                        |
| Kulbhushan Kharbanda | Havildar Bhagheeram, de kok                     |
| Tabu                 | de vrouw van Kuldip Singh                       |
| Pooja Bhatt          | Kamla (verloofde van Dharamvir)                 |
| Rakhee Gulzar        | de blinde moeder van Dharamvir                  |
| Sharbani Mukherjee   | Phool Kanwar (Bhairon Singh's vrouw)            |
| Arvind Trivedi       | legerofficier van Pakistan                      |
| Hemant Choudhary     | PDSomesh                                        |
| Sapna Bedi           | verloofde van Andy Bajwa                        |